# Rocha FC
Der Rocha Fútbol Club, kurz Rocha (Spitzname: Celestes), ist ein Fußballverein aus der im Departamento Rocha gelegenen gleichnamigen Stadt Rocha im Südosten Uruguays. Er spielt in der Saison 2014/15 in der zweithöchsten uruguayischen Spielklasse, der Segunda División.

## Geschichte
Der Verein wurde am 1. August 1999 gegründet. Dabei handelte es sich um einen Zusammenschluss von 40 Vereinen aus verschiedenen Städten innerhalb des Departamentos Rocha. Die zwölf Vereine River Plate, Palermo, Tabaré, Plaza Congreso, Lavalleja, Irineo de Espada, Nacional, Deportivo Artigas, Rampla Juniors, Peñarol, Defensor Sporting und Deportivo La Paloma stammten dabei aus der Stadt Rocha selbst, die anderen waren in den Städten Chuy (San Vicente, Nacional, Deportivo Internacional, Peñarol und Las Piedras), Cebollatí (Santos, Deportivo Estero, Colombes, Cebollatí und Deportivo Unión), Velázquez (San Lorenzo, Mevir, Racing und Independiente), La Coronilla (Santa Teresa, Deportivo Punta del Diablo, Olimpia und Salinas), Lascano (Banfield, Deportivo El Can, La Curva und El Molino) und Castillos (Nacional, Peñarol, Wanderers, Valizas, Amanecer und Deportivo Uruguay) beheimatet. Als erster Präsident des neuen Vereins wirkte der rochensische Fußballfunktionär Juan Ángel Delgado. Juan Ramón Carrasco übernahm die Funktion des Spielertrainers.
Da der AUF daran gelegen war, Vereine aus dem Inneren des Landes in der von montevideanischen Vereinen dominierten Liga repräsentiert zu sehen, trat man direkt in der Primera División an. Das erste Spiel trug man sodann am 18. Februar 2000 im Estadio Luis Tróccoli in Montevideo gegen Racing aus. Die Begegnung endete 1:1. Das erste Tor im Profifußball schoss Daniel "Canario" Roselló für Rocha.
Die Mannschaft im ersten Profispiel des Clubs bestand dabei aus den folgenden Spielern:

César Olivera, Julio Lancieri, Enrique Saravia, Angelo Lamanna, Rubén Pereira, Mario Carballo, Martín González, Héctor Méndez, Daniel Rosselló, Juan Ramón Carrasco und Jair Rosa.
In der ersten Halbserie der Saison 2000 belegte man in der Apertura den 13. Rang. Erfolgreichster Torschütze des Teams war mit neun erzielten Treffern gleichauf mit Spielertrainer Carrasco Daniel Roselló. Ein 16. Platz nach Abschluss der Clausura bedeutete schließlich, das man die Premieren-Gesamtsaison als Tabellen-14. abschloss. Im Folgejahr belegte man lediglich den 18. und somit letzten Platz im Torneo Clasificatorio und musste schließlich den Gang in die Segunda División antreten. Zu Beginn des Jahres hatte noch Carrasco das Traineramt inne, wurde aber später durch den Rochenser Nelson González abgelöst. Am Ende der Spielzeit 2002, für die mit Carlos Dante Cadoso ein neuer Trainer verpflichtet wurde, belegte man den siebten Gesamtrang. In der Saison 2003 gewann man unter Trainer Alberto Martínez zunächst das Torneo Apertura der Zweiten Liga, nachdem man sich als Tabellenerster im Playoff-Finalrückspiel am 27. September 2003 (das Hinspiel hatte man mit 0:2 verloren) gegen den Paysandú FC mit 4:1 vor 4.000 Zuschauern durchsetzte.
Den ersten Titelgewinn in der Geschichte des Clubs stellte die folgende Elf sicher:

Álvaro García, Pablo Seijas, Martín González (Sohn des vormaligen Trainers Nelson González), Charlie Santos, Angelo Lamanna, Matías González (Sohn des vormaligen Trainers Nelson González), Leonardo Maldonado, Luis Maguregui, Sergio Recoba, Heber Caro und Pedro Cardoso.
Erfolgreichster Torschütze der Halbserie auf Seiten Rochas war Pedro Cardoso (sieben Treffer). In der Gesamttabelle nach der Clausura war man als Drittplatzierter und bestes Team aus dem Landesinneren berechtigt, erstmals aus der Zweitklassigkeit in die Primera División aufzusteigen, so dass man nach zwei Jahren Abwesenheit dort ab dem Folgejahr wieder antrat.
2004 löste zunächst Julio Acuña Martínez als Trainer ab, der jedoch bald von Héctor Méndez ersetzt wurde, nachdem man in Abstiegsgefahr geriet. Durch einen Sieg über Deportivo Maldonado, zu dem Pedro Cardoso zwei Tore beisteuerte, vermied man den Gang in die Zweitklassigkeit jedoch knapp, den der unterlegene Gegner dafür antreten musste. 2005 konnte man nach einem fünften Rang unter Trainer Luis González in der Zwischensaison der Umstellung des Liga-Austragungsmodus auf das europäische System mit Saisonhalbzeit zum Jahreswechsel, dem Torneo Especial, die Apertura der Spielzeit 2005/06 gewinnen.
Zur Mannschaft Rochas zählten unter anderem: Álvaro García, Matías González, Diego Sosa, Darwin Noguéz, der 2005 aus der Jugend Peñarols gekommene Linksverteidiger Diego Ciz, Pablo Esquivel, Martín González, Luis Maguregui, Heber Caro, Pedro Cardoso und Mauro Aldave.
Die damit erreichten Finalspiele um die uruguayischen Meisterschaft nach Abschluss der Clausura (in der man lediglich 15. wurde) am 22. und 25. Juni 2006 verlor man aber gegen Nacional Montevideo, so dass am Ende nur der Vize-Meister-Titel blieb. 2006 nahm man dadurch aber an der Copa Libertadores als bislang einziger Vertreter aus Uruguay teil, der nicht aus der Hauptstadt Montevideo stammt. Nach der ersten Runde war dieser bislang einzige Auftritt auf internationaler Wettbewerbsebene allerdings wieder beendet. Die drei Heimspiele dieser Gruppenphase trug man im benachbarten Departamento Maldonado in Maldonado aus.
Nachdem man in der Saison 2006/07 punktgleich mit Progreso 13. der Abschlussgesamttabelle wurde, musste man gegen diesen Verein zwei Relegationsspiele um den Klassenverbleib austragen. Der 0:2 Hinspiel-Niederlage eine Woche zuvor folgte am 27. Mai 2007 eine 0:3-Niederlage. Damit war Rochas zweiter Erstliga-Abstieg besiegelt. Seither spielt man in der Segunda División, wo man in der Tabelle überwiegend im Mittelfeld angesiedelt ist.
In der Saison 2013/14 klassiert man nach der Apertura auf Rang zwei der Tabelle. Erfolgreichster Torschütze in der laufenden Spielzeit ist bislang Cristian Gutiérrez  mit sechs erzielten Treffern.

## Kurioses
Die Spieler des finanzschwachen Clubs, der nach Aussage des Vereins-Präsidenten mit einem monatlichen Budget von 12.000 US-$ auskommen muss, mussten sich auch zu den erfolgreichen Vereinszeiten ihr Trainingsgelände mit einer Viehherde teilen, so dass die Spieler nach dem Gewinn der Apertura dann symbolisch eine Ehrenrunde mit einer Kuh absolvierten.

## Weitere Abteilungen
Neben der Jugendfußballabteilung existiert unter dem Dach des Vereins auch eine Frauenfußballmannschaft.

## Stadion
Der Verein trägt seine Heimspiele im 1955 erbauten Estadio Mario Sobrero aus. Dieses verfügt je nach Quellenlage über eine Zuschauerkapazität von 8.000 oder 10.000 Personen und hält zwölf Pressekabinen vor.

## Erfolge
- Torneo Apertura der Primera División (Saison 2005/06)
- Uruguayischer Vizemeister 2005/06
- Copa Libertadores-Teilnahme 2006
- Torneo Apertura der Segunda División (2003)
- Aufstieg in die Primera División (2003)

## Trainerhistorie
- 2000 bis 2001: Juan Ramón Carrasco
- 2001: Nelson González
- 2002: Carlos Dante Cadoso
- 2003 bis 2004: Alberto Martínez
- 2004: Julio Acuña
- 2004 bis ????: Héctor Méndez
- 2005 bis mind. Februar 2006[13]: Luis González
- Clausura 2007: Carlos Cardozo[14]
- 6. Januar 2009 bis 27. April 2009: César Olivera
- 3. August 2009 bis 11. Dezember 2009: Gustavo Machaín
- mind. Oktober 2011 bis Dezember 2011: Fernando Álvez
- mind. bis November 2012: José Luis Bitabares
- 28. Januar 2013 bis 7. Mai 2013: César Olivera